# Tom Hugo

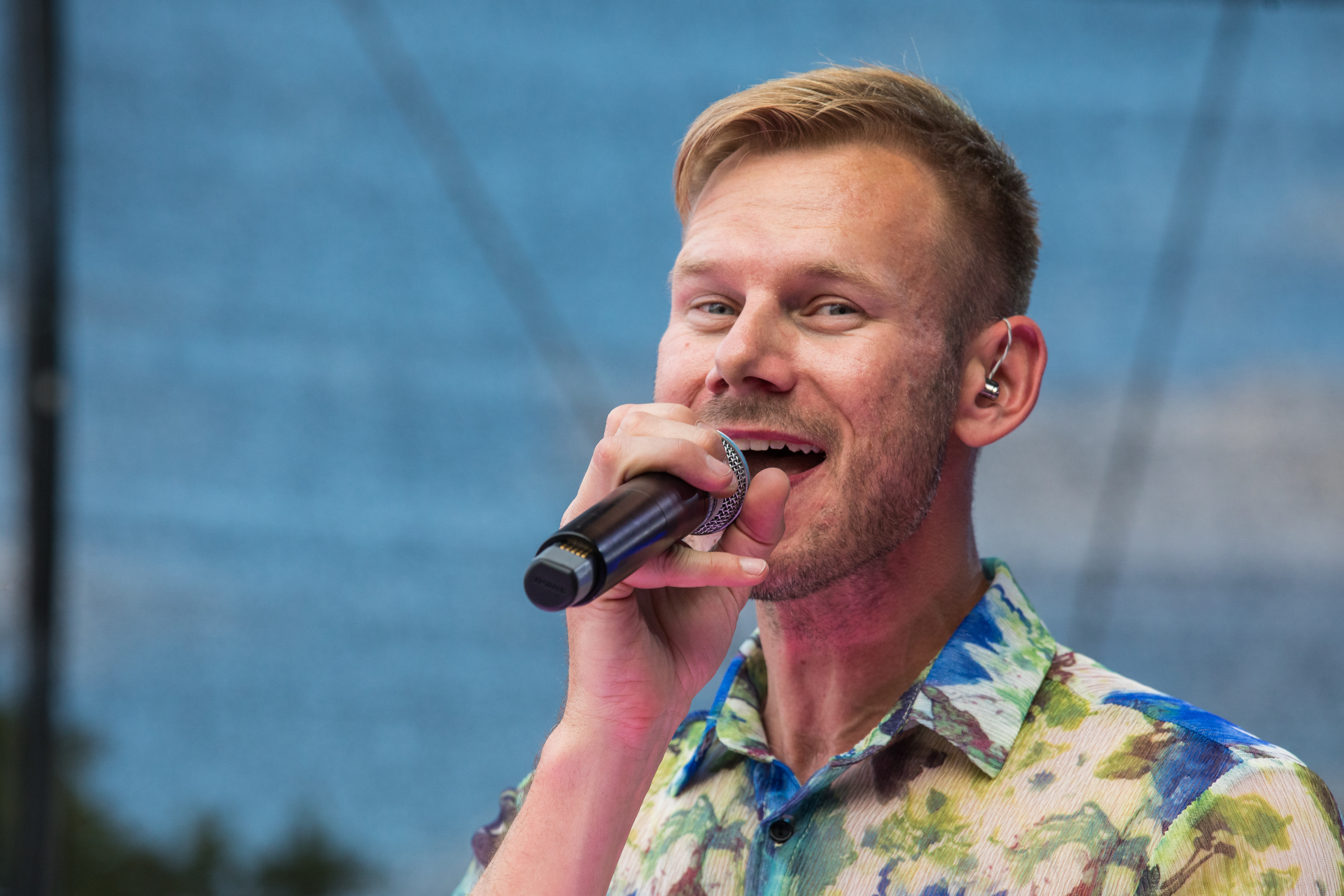
Tom Hugo bei der Cologne Pride, 2019

Tom Hugo Hermansen (* 1979) ist ein norwegischer Sänger, Songwriter und Mitglied der Band KEiiNO. Mit KEiiNO vertrat er sein Land beim Eurovision Song Contest 2019. Er tritt meist unter seinen Vornamen Tom Hugo auf.

## Leben
Hermansen stammt aus der südnorwegischen Stadt Kristiansand. In seiner Kindheit lernte er Gitarre zu spielen. Er zog später nach Hamburg und dann nach Berlin und er begann sowohl in Deutschland als auch in Norwegen als Musiker zu arbeiten.
Im Jahr 2011 veröffentlichte er seine Debütsingle Open up Your Eyes, 2012 folgte sein Debütalbum Sundry Tales. Er trat zudem als Sänger der Gruppe Radiojam auf. Als Songwriter war er unter anderem für deutsche, chinesische und japanische Künstler tätig. So schrieb er auch Lieder für die Sängerin Y’akoto und mehrere seiner für den japanischen Markt geschriebenen Singles konnten in den japanischen Musikcharts den ersten Platz erreichen. Im Jahr 2013 trat er mit dem Lied Det er du beim Melodi Grand Prix 2013, also dem norwegischen Vorentscheid für den Eurovision Song Contest, an. Dort schied er im ersten Halbfinale aus.
Im Januar 2018 wurde er als erneuter Teilnehmer am Melodi Grand Prix präsentiert. Dort gelang es ihm nicht, mit seinem selbst geschriebenen Lied I Like I Like I Like das Finale der besten vier Beiträge zu erreichen. Im Jahr 2019 wirkte er mit der neu gegründeten Band KEiiNO beim Melodi Grand Prix 2019 mit. Mit dem Lied Spirit in the Sky, das unter anderem von Hermansen und seinem Ehemann geschrieben worden war, gewann das Trio den Wettbewerb und durfte folglich Norwegen beim Eurovision Song Contest in Tel Aviv vertreten. Die Band belegte dort mit den meisten Publikumsstimmen den sechsten Platz im Finale. In der folgenden Zeit veröffentlichte das Trio sein Debütalbum und Hermansen nahm mit KEiiNO in den Jahren 2021 und 2024 erneut am Melodi Grand Prix teil. Mit Eden veröffentlichte er 2023 sein zweites Soloalbum. Im Jahr 2025 war er als Songwriter an zwei Liedern im maltesischen Vorentscheid beteiligt.

## Diskografie

### Alben
| Jahr | Titel        | Höchstplatzierung, Gesamtwochen, AuszeichnungChartsChartplatzierungen (Jahr, Titel, Platzierungen, Wochen, Auszeichnungen, Anmerkungen) | Anmerkungen                           |
| Jahr | Titel        | NO | Anmerkungen                           |
| ---- | ------------ | --- | ------------------------------------- |
| 2012 | Sundry Tales | NO23 (2 Wo.)NO | Erstveröffentlichung: 13. Januar 2022 |

Weitere Alben
- 2023: Eden

### Singles
- 2011: Open up Your Eyes
- 2012: Det er du
- 2015: Hjertet tar’kke feil
- 2017: Better than Me
- 2017: Without U
- 2018: I Like I Like I Like
- 2021: I Was a Fool (mit Alexandra Rotan)
- 2023: Stuck in the Middle of Nowhere
- 2023: Royal
- 2023: Fade Out